# Fenestraja sinusmexicanus
Fenestraja sinusmexicanus is een vissensoort uit de familie van de Gurgesiellidae. De wetenschappelijke naam van de soort is voor het eerst geldig gepubliceerd in 1950 door Bigelow & Schroeder.